# Середньовічний портрет
Середньовічний портрет, портретне мистецтво Середньовіччя — стадія певного занепаду в історії розвитку портретного жанру, що проявляється у втраті ним реалістичності та більшого інтересу до духовності зображених.
У портретах ранньохристиянської епохи довго зберігаються ремінісценції античного реалізму. Пізніше — в епоху Каролінгів та романську епоху — остаточно стираються грані між іконою й портретним образом. У період зрілого Середньовіччя починається зворотний процес: до творів готики починає повертатись натуралізм, що закладає основи розвитку Відродження.

## Раннє Середньовіччя

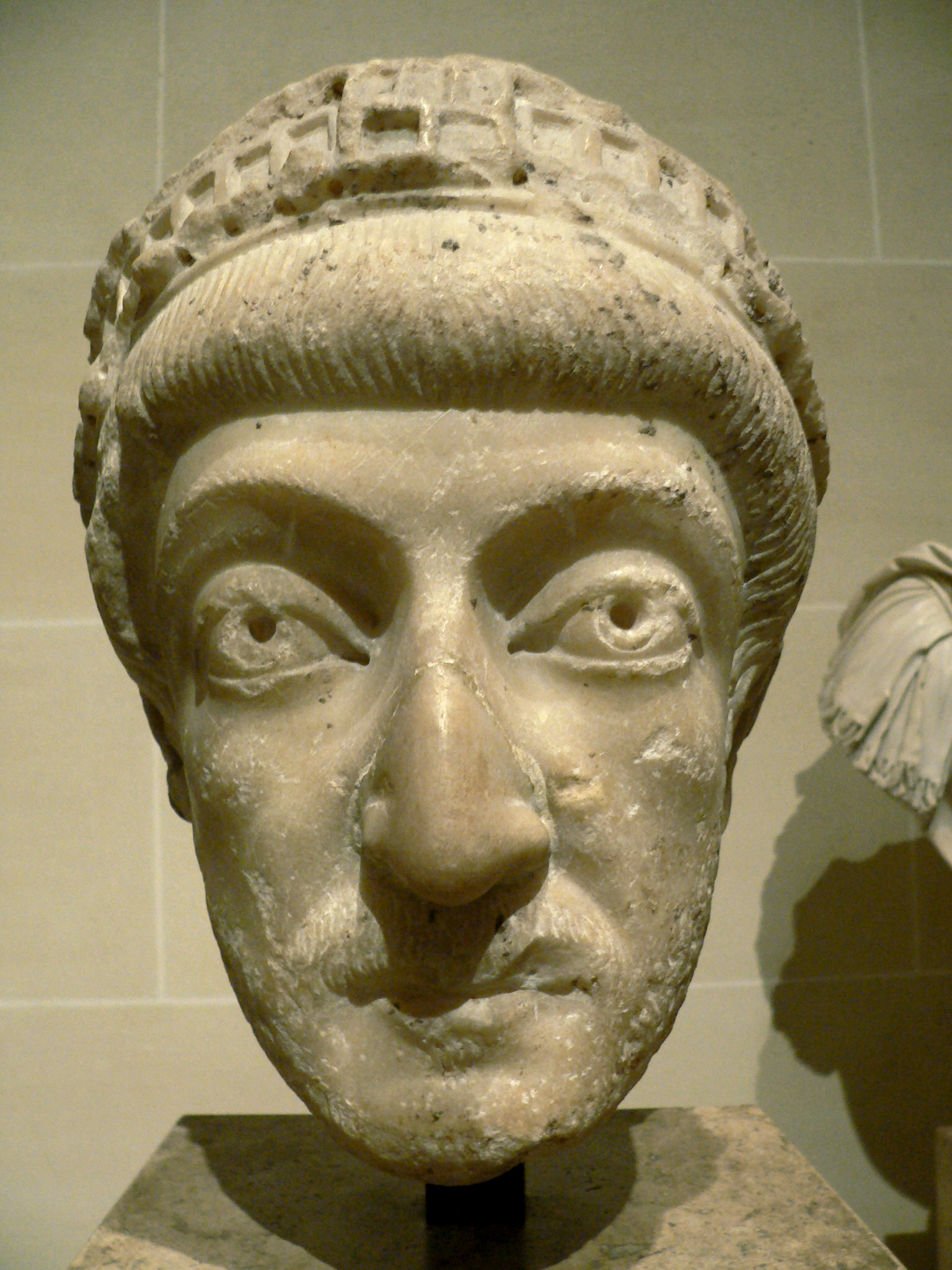
Імператор Феодосій II — скульптура візантійського імператора V століття належить до останнього періоду розвитку римського скульптурного портрета та явно демонструє риси, що будуть актуальними в портреті середньовіччя — втрата портретної схожості, акцент на очі, оскільки вони віддзеркалюють духовне життя

### Ідеологія
Середньовічне мистецтво не знало портрета в сучасному значенні цього поняття, тобто, «життєво достовірного зображення індивідуального людського обличчя». На відміну від майстрів Стародавнього Єгипту, античності чи найпізнішого Нового часу, середньовічні художники не переслідували мету живої схожості образу з оригіналом. Принцип «наслідування натурі» був чужим естетичній природі Середньовіччя. Але, як пише Віктор Гращенков, не слід розглядати цей час як «перерву» в еволюції портретного жанру. У Середньовіччя портрет все ж знайшов своє (досить скромне) місце, й висловлювався у досить скромних та умовних формах. Цей портрет здається схематичним, що спричинено іншим естетичним завданням майстрів, для яких матеріальний світ з його індивідуальними формами не мав важливості й лишався тільки відображенням, тінню світу надчуттєвого. У своїх творах середньовічні майстри прагнули до абсолюту та наслідували не природі, а одвічному образу людської краси. Окрім буквального сенсу усяке зображення мало й непряме значення.
Оскільки людину було створено «за образом та подібністю до Бога», індивідуальний образ будь-кого на землі був результатом випадкового — й тому другорядного відхилення від вищого ідеалу, викликаного первинним гріхом. Тому художник, зображуючи людину, прагнув передати не те, що відрізняє одну людину від іншої тілесно, а зобразити те загальне, що є типовим для всіх людей взагалі, об'єднуючи їх у духовному єстві й наближаючи до первообразу, замисленого Богом.
Середньовічний художник потребував достатньо обмеженої кількості образотворчих засобів заради виконання своєї задачі — «відобразити розмаїття, що існує в одноманітності». Він не бачив принципової різниці в зображенні померлих святих чи своїх сучасників, вони лише в духовній ієрархії посідали різні місця.
Зображуючи обличчя, середньовічний майстер користувався стереотипом, виробленим раз і назавжди, вносячи до нього в міру роботи незначні зміни, що були йому необхідні для конкретизації персонажів за сюжетом. Стереотип цей (канон) зазвичай залежав не від художника, а від іконографічної та живописної традиції власне художньої школи. В міру росту індивідуального начала у творчому мисленні майстрів цей канон почне все сильніше відображати персональний стиль художника.

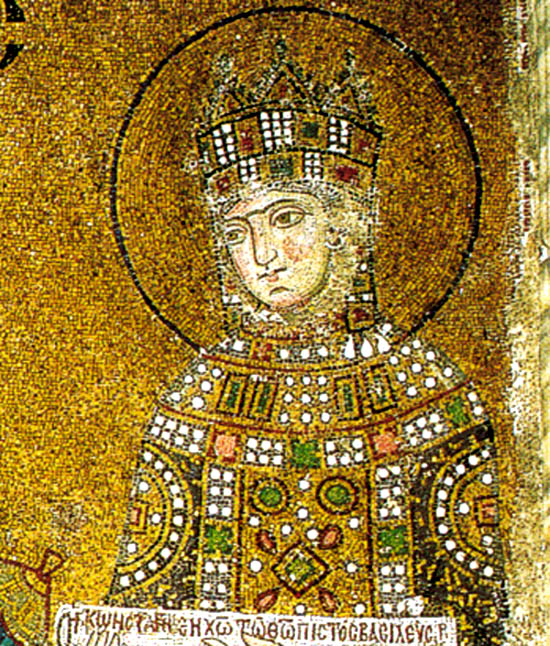
Імператриця Зоя

В міру того, як Середньовіччя підходитиме до завершення, а індивідуалізм релігійного почуття шукатиме у прямішому злитті своєї особистості (особистості замовника) зі священним образом, зображення людини ставатимуть все «портретнішими», наділеними індивідуальними рисами.

#### Відсутність схожості

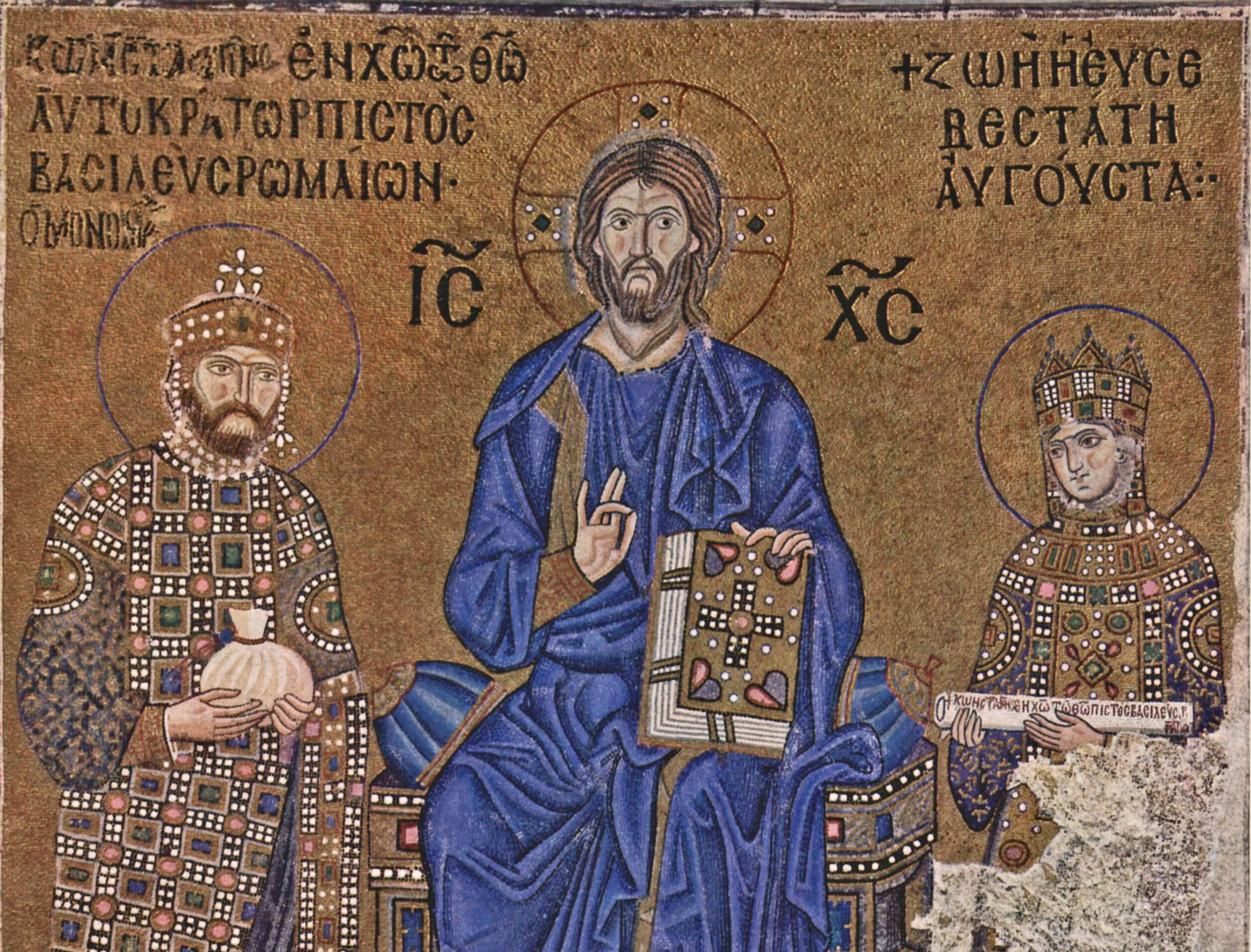
Христос, імператриця Зоя і Костянтин IX Мономах. Мозаїка на хорах Софії Константинопольської

За всіми цими причинами «образ реальної людської особистості» втратив у середньовічному мистецтві життєво повнокровну індивідуальність. Він майже розчинився в іконній імперсональності, висловлюючись у художній формі, яку можна було визначити як «символічний портрет». До появи певного натуралізму в мистецтві готики, середньовічні портрети були далекими від документальної достовірності. Індивідуальне начало прослизало в каноні, стереотипі лише зрідка, ледь вловимим натяком, умовним позначенням.

#### Типи пам'ятників
Церква допускала зображення індивідуальної людини лише у двох випадках:
1. Ритуальні: приєднані до святих зображень як пам'ять про будь-яку богоугодну справу
2. Меморіальні: на надгробному пам'ятнику

Портретна схожість в обох випадках не переслідувалась, зображення могло бути цілком умовним і компенсуватись атрибутами чи написами.
У першій категорії (вписаними до сакрального зображення) найчастіше зустрічаються образи імператорів, королів та інших монархів, а також духовних ієрархів — пап та єпископів; тобто, відданих захисників Церкви, донаторів (ктиторів) та ревнителів благочестя.
Приклади:

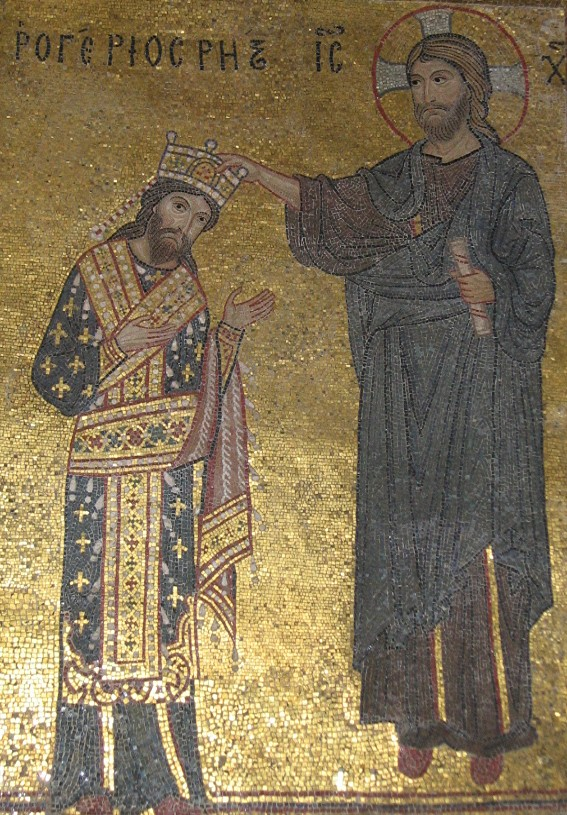
Христос коронує Рожера II, Марторана

- Ранньохристиянська іконографія: імператори, патріархи та придворні зображені поряд із Христом та святими як співучасники священної літургії. Культ влади імператора тісно пов'язаний з християнським культом, поки ще новим. (Мозаїки Сан-Вітале в Равенні, IV століття).
- Пізніший період: портрети володарів починають посідати скромніше місце в системі прикрашення храму, переміщуючись до нартексу, на хори. Імператори починають припадати до стоп Христа й святих, молять про заступництво. Інший варіант — портретні зображення монархів поміщаються у церквах, щоб нагадати парафіянам про божественне походження світської влади. У таких зображеннях монарх отримує корону з рук Христа, постає перед ним з усією родиною (сицилійський король Рожер II в мозаїках Марторани у Палермо, XII століття; імператори у Святій Софії, Константинополь; Ярослав Мудрий з родиною у Софії Київській).
- Зображення монарха без зв'язку з церковними образами. Подібні портрети завжди з'являлись часи сплеску ідеї Священної Римської імперії та активізації культу імператора (від Карла Великого до Фрідріха II). Ця традиція походить від системи прославлення «великих мужів», що існували й в античності. Використовувалась вона й понтифіками: папа Лев Великий наказав написати «портрети» своїх попередників у Сан Паоло Фуорі ле Мура, дві аналогічні серії знаходились у соборі Святого Петра і ще одна в Латеранській базиліці.
- До окремої групи можна виділити автопортрети майстрів, що також досить умовні. Найчастіше це ілюстрації в манускриптах, що зображують автора, який подає створений рукопис замовнику. Також відомі більш рідкі приклади автопортретів, створених скульпторами — майстрами-литійниками (магдебурзькі майстри на Корсунській брамі Софії Новгородської, XII століття).

### Портрет у зрілій готиці

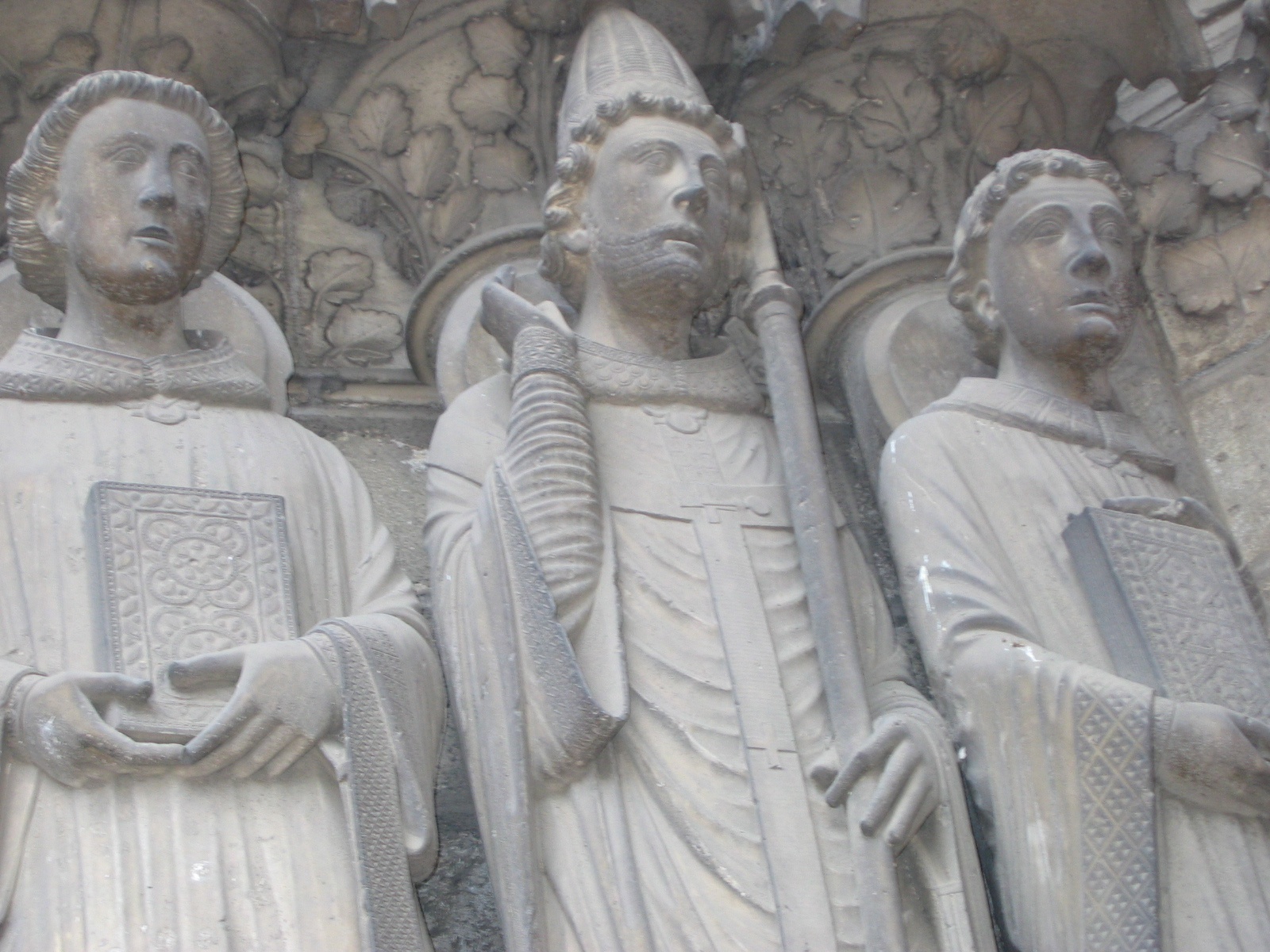
Скульптури порталу, Шартрський собор

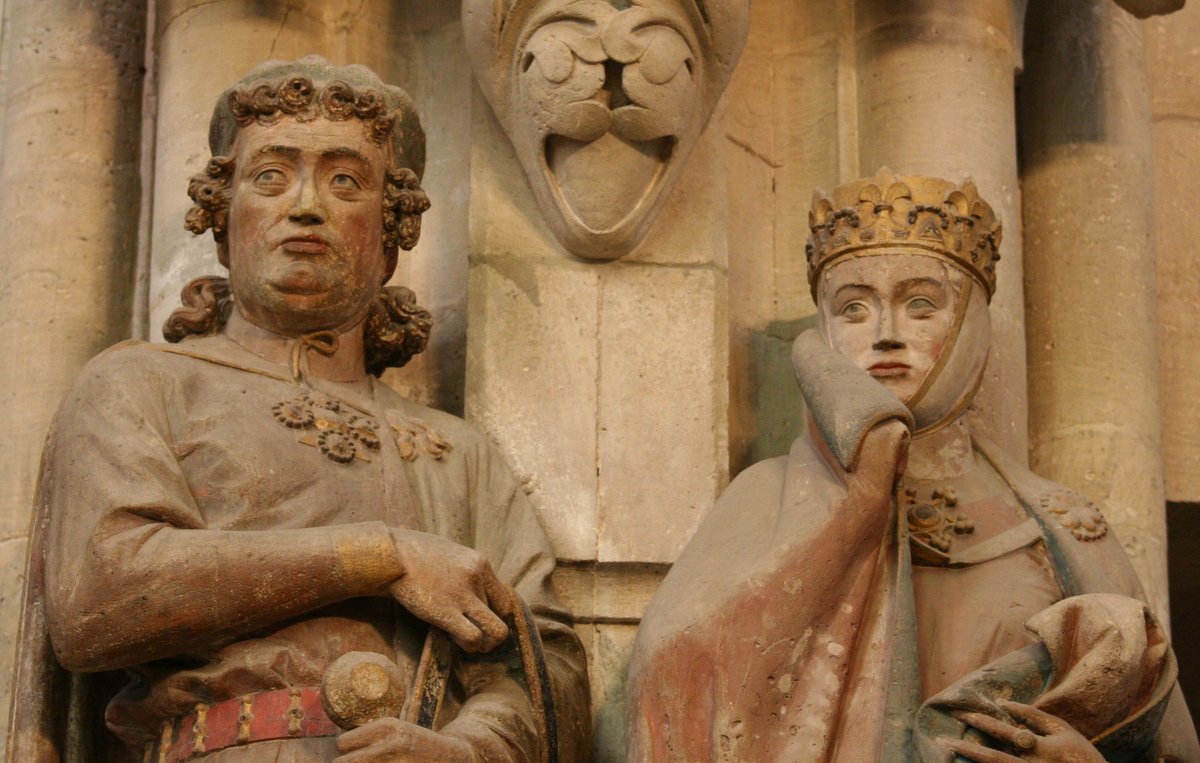
Ута фон Балленштед і Еккехард. Наумбурзький собор, бл. 1250—60

В готиці портрет стане більш цільним й успішним явищем. Мистецтву готики буде притаманним «натуралізм» (за висловом М. Дворжака), що, звичайно, вплине на зображення людини. Загальною характеристикою мистецтва зрілої готики є інтерес до життєво-достовірної передачі образу людини.
Раніше за все цей натуралізм проявиться у круглій скульптурі. Приклади пам'ятників:
- Статуї Реймса, Шартра й Бамберга (2-а чверть XIII століття)
- 12 статуй засновників Наумбурзького собору (сер. XIII століття), які, попри те, що є посмертними портретами, досить реалістичні.

Надгробні пам'ятники, з їхньою жанровою особливістю, також давали можливість портрету зберегтись і розвиватись. Середньовічні надгробки (наприклад, королівські в Сен-Дені), демонструють еволюцію: спочатку фігури покійних виконувались з ідеально умовним трактуванням молодого обличчя у вигляді застиглої маски, яку оживляють стандартною «готичною усмішкою», без усілякого натяку на портретну схожість. Але до кінця XIII століття становище починає змінюватись. Дослідники висунули припущення (не доведене), що можливо, в цей час скульптори почали використовувати посмертні маски (наприклад, для статуї французької королеви Ізабелли Арагонської, Козенца; надгробок Філіпа Красивого, Сен-Дені, 1298—1307 рр.). Ця версія пов'язана з тим, що в обличчях починає з'являтись певна індивідуалізація.

### Портрет у пізній готиці
Зародження справжнього портретного жанру відбувається у період пізньої готики завдяки духовному пробудженню Європи, що почалось наприкінці XII століття. Цей процес мав тривалий розвиток та призвів до того, що до XV століття, поки в Італії в основу культури закладались нові гуманістичні уявлення про людину, Північна Європа базувалась на Новому благочесті (Devotio moderna) північних містиків.
З часом готика проникла до Італії та спочатку загальмувала розвиток Проторенесансу; потім їй вдалось його збагатити. Одночасно з цим реалістичні завоювання Джотто (у готичній подачі сієнського й частково флорентійського живопису 2-ї пол. XIV ст.) проникли до Франції та інших заальпійських країн, де були сприйняті місцевим мистецтвом.
Пізня готика переживала кризу й глибоку потребу у змінах, тому активно сприйняла реалізм треченто. Якщо у зрілій готиці все фокусувалось навколо собору, у XIV столітті починається розпад даної соборної єдності готичного стилю, окрім монументальних форм розвиваються камерні жанри (особливо книжкова мініатюра). Церква й міська комуна втрачають керівну роль у художньому житті, яка переходить до світських государів. Їхні резиденції стають осередком найкращих творчих сил.

#### Основні центри

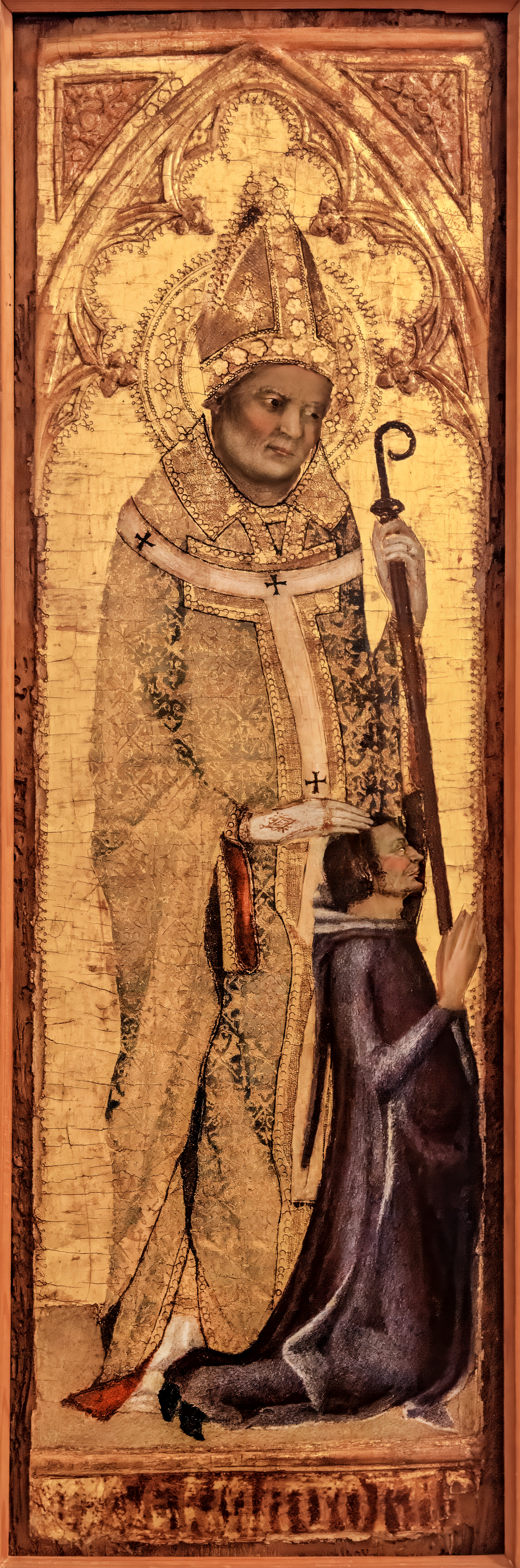
Маттео Джованнетті. «Св. Гермагор з донатором». 1345. Музей Коррер. Венеція

Папський Авіньйон, де працювало багато італійських художників, став центром, звідки італійський вплив розповсюдився усією готичною епохою (Каталонія, Північна Франція, Англія, Чехія, Південна Німеччина). Вплив раннього італійського треченто проявляється у живописі та мініатюрі Північної Європи вже у 1-й третині XIV століття, а діяльність Сімоне Мартіні, Маттео Джованнетті та інших «авіньйонців» у 1340-ті роки, де склалась своя італійсько-провансальська школа, надає цьому процесу італізації більш широкого розповсюдження.

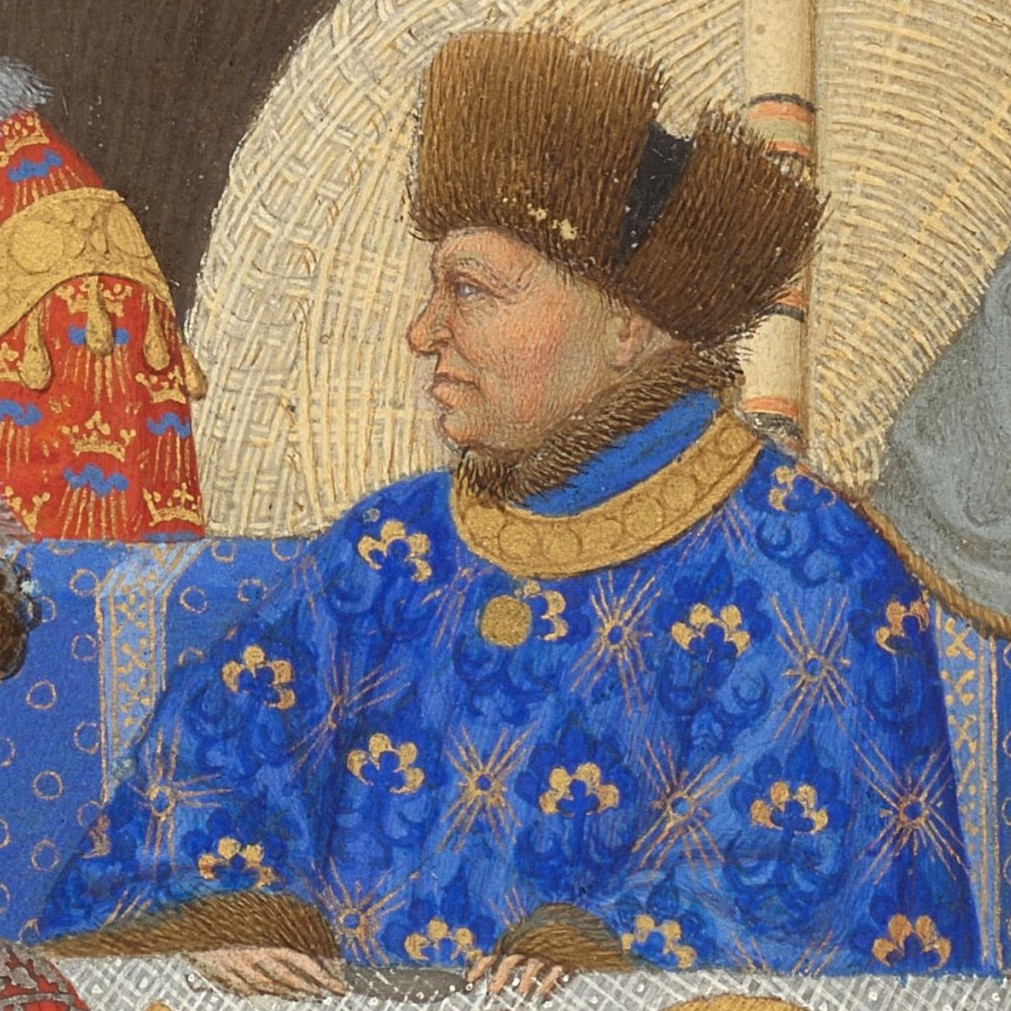
Жан, герцог Беррійський, фрагмент мініатюри роботи братів Лімбургів

У 2-й половині XIV століття один з головних художніх центрів Франції й загалом Північної Європи — Париж; потім з ним починають суперничати Діжон та Бурж, резиденції королівських братів, герцогів Бургундського й Беррійського. Там працюють найкращі майстри, переважно нідерландці: Жан Бондоль, Андре Боневе, Жакмар де Еден, Жан де Марвіль та ін. Ці франко-фламандські майстри асимілюють вплив італійського (в першу чергу сієнського) живопису, й у 2-й половині XIV століття створюють стиль «паризької школи», де поєднано суто французькі риси, італійські запозичення й художні традиції з півночі — Фландрії, Брабанту, Голландії, Рейну та ін.
Другий за художнім значенням центр придворної культури — Прага, столиця Імперії за рішенням Карла IV. Люксембурзька династія була ріднею французам; при дворі працювали італійські, французькі, чеські та німецькі майстри. Празькі мініатюристи й живописці також зазнали італійського впливу (наприклад, Томмазо да Модена, можливо, працював у Карлштейні). Потім празька школа живопису розповсюдила свій вплив на північний захід (Вестфалія, Люксембург, Нідерланди, аж до Парижу, з особливою силою впливаючи на місцеві школи Південної Німеччини та Австрії — Нюрнберг, Мюнхен, Зальцбург, Відень, Тіроль).
Важливою ланкою в цьому круговороті міжнародних художніх зв'язків став Мілан, де з 1378 року воцаряється Джан Галеаццо Вісконті, що розширює кордони майже на всю Північну Італію та зав'язує тісні династичні стосунки з Валуа. До Мілану прибуває безліч майстрів, в свою чергу, ломбардська продукція широко проникає до Франції та Бургундії. В Мілані виникає космополітична придворна культура, в якій складається мистецтво ломбардських художників, що відрізняється жанровою інтерпретацією світських сюжетів, спостереженням природи й тваринного світу. Ломбардці внесли свіжу натуралістичну струю до витонченого стилю франко-фламандської мініатюри початку XV століття.

#### Характеристика й пам'ятники Північної Європи

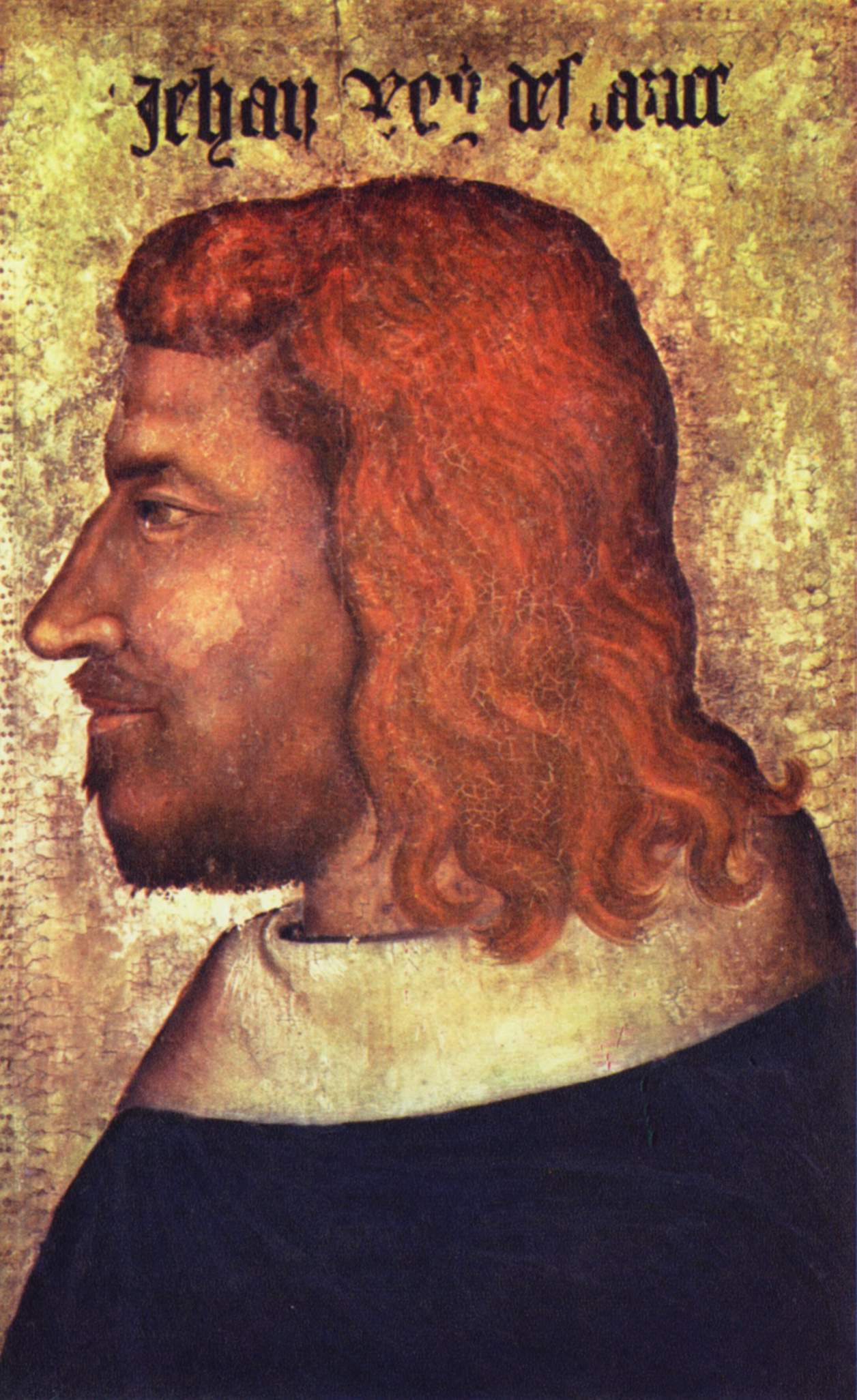
Невідомий художник. «Портрет Іоанна Доброго», бл. 1349. Найдавніший зі станкових портретів, що збереглись

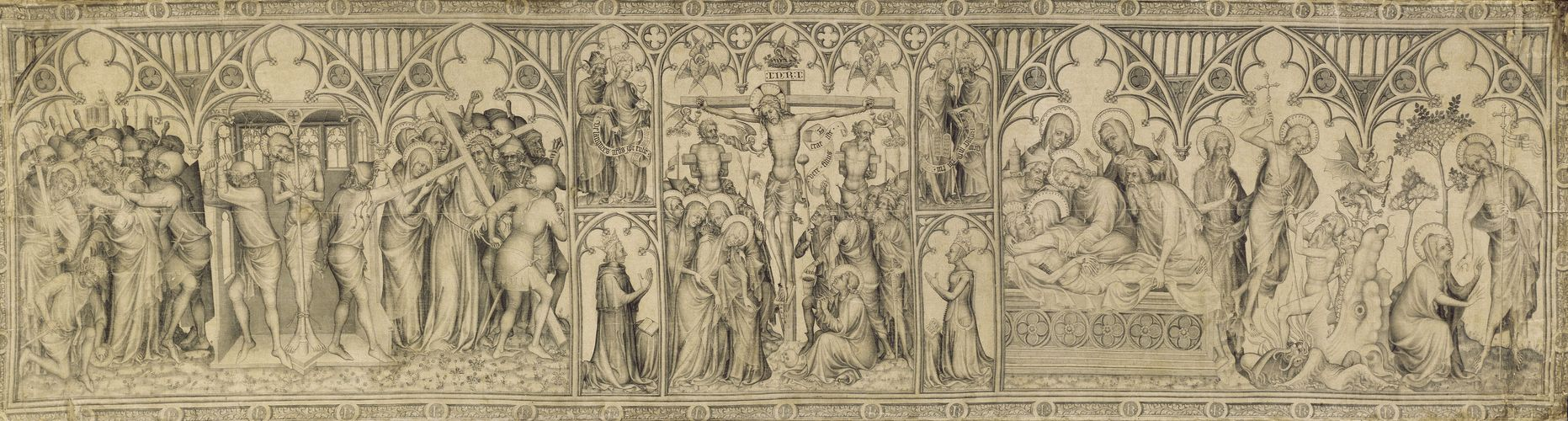
Майстер Нарбоннського параману. «Норбоннське вбрання», розпис шовком

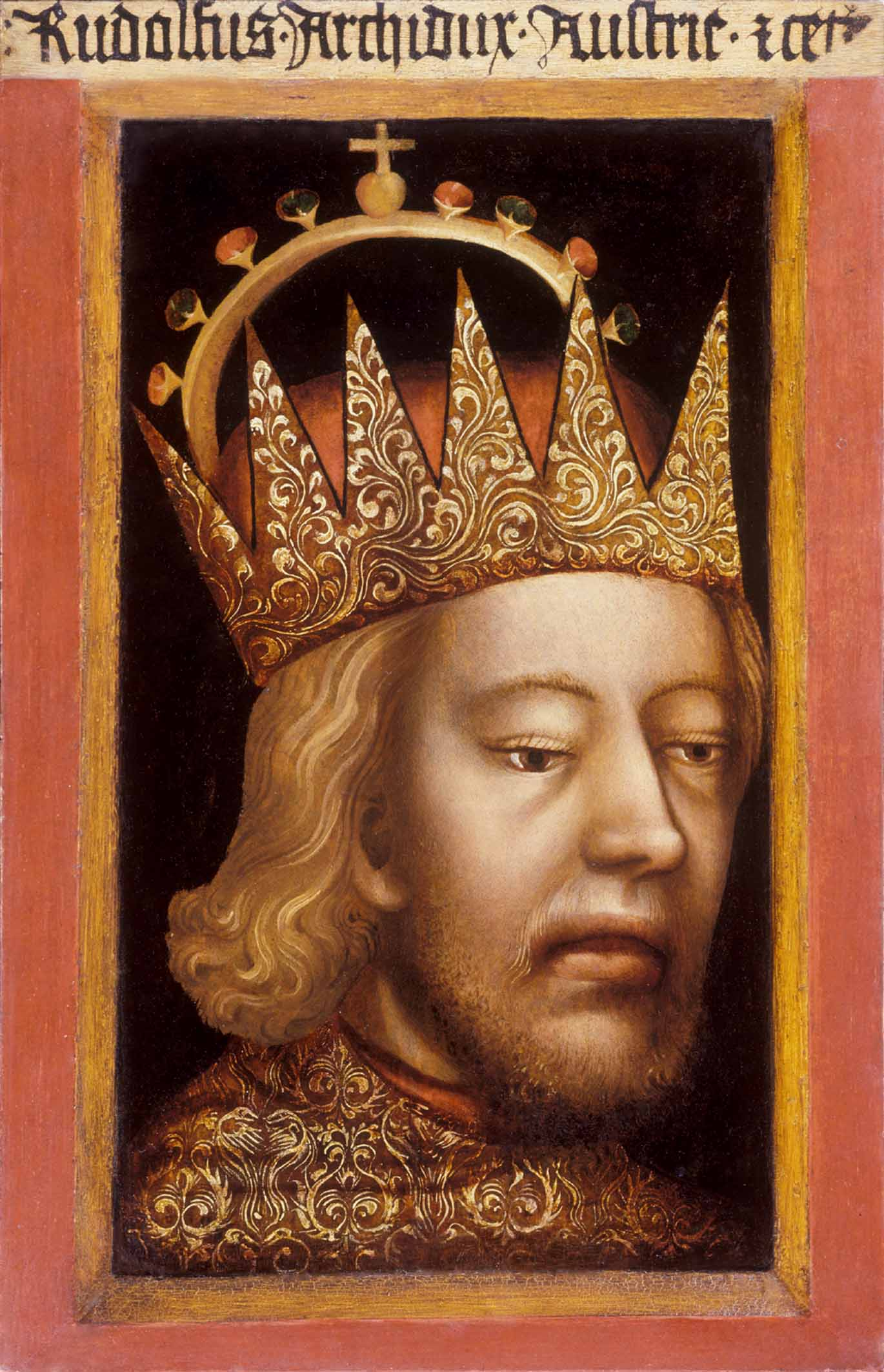
Рудольф IV в короні ерцгерцога. Перший у Західній Європі портрет у три чверті

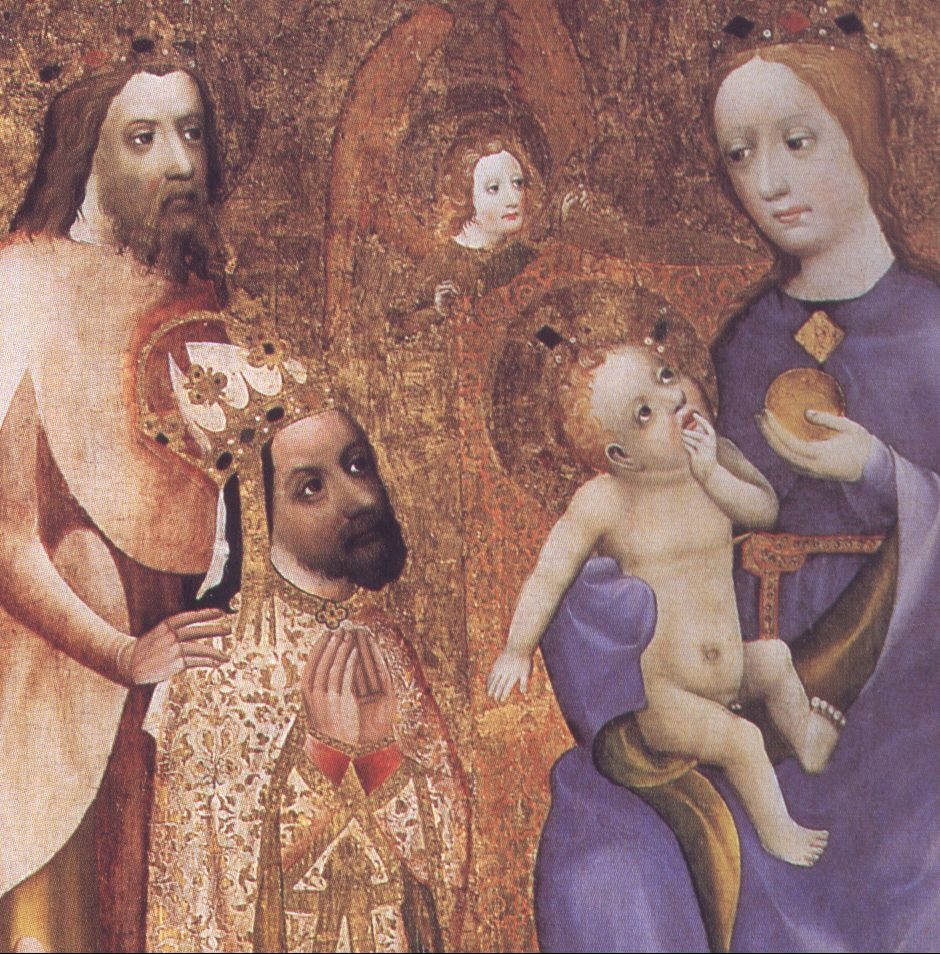
Майстер Теодоріх (?). Вотивний образ архієпископа Яна Очко, фрагмент із зображенням імператора Карла

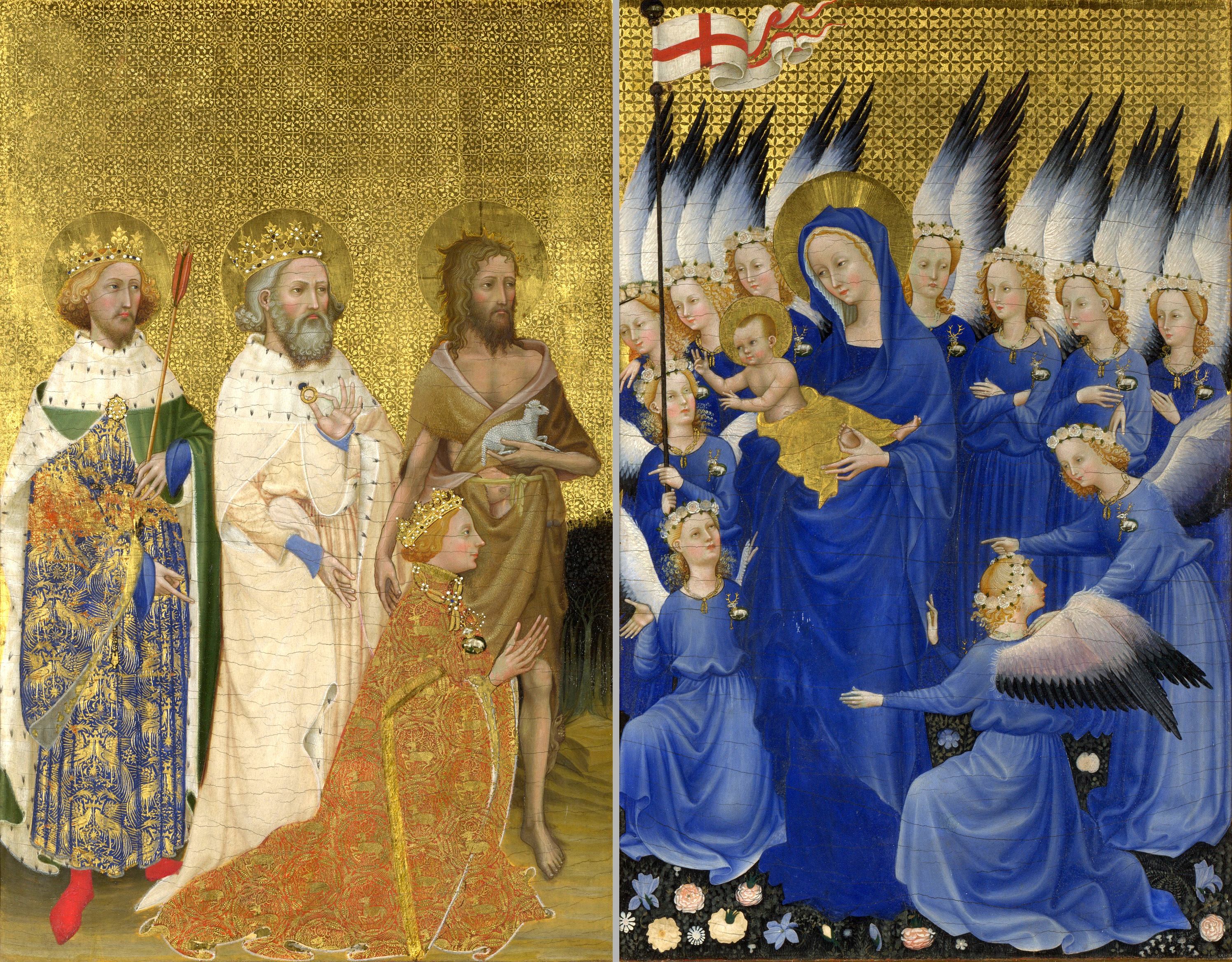
«Волтонський диптих»: король Ричард II зі святим Едмундом Мучеником, Едуардом Сповідником та Іоанном Хрестителем постають перед Мадонною

Кульмінація пізньоготичного мистецтва — інтернаціональна готика. Еволюція пізньоготичного портрета відбувається частково під італійським впливом, а також у тісному зв'язку з розвитком портретних зображень у пластиці, які вже міцно «стоять на ногах».
Поки в італійському портреті буде зберігатись зв'язок зі стилем і формами фресок, французький портрет виявляє пряму залежність з мистецтвом готичної мініатюри. Наприклад, донаторські портрети Карла V і Жанни Бурбонської у монохромній композиції пером на шовку — «Норбоннському вбранні», (бл. 1375, Лувр).
Авиньйонські портрети — лише одне з джерел, які підживили готичний станковий портрет. В цьому жанрі у пізній готиці існувала потреба, й він з'явився б і без італійського впливу. Так, тоді ж у колі німецьких та чеських майстрів виникає зовсім інший тип станкового портрета — модель зображується не в профіль, а в три чверті. Перший приклад — портрет ерцгерцога Рудольфа IV Австрійського (бл. 1365 г., Відень, Соборний та єпархіальний музей). Невідомий автор орієнтувався на стиль празького Майстра Теодоріха (капела замку Карлштайн, бл. 1365, де напівфігури святих передано у поворотах на три чверті). Такими ж виявляються портрети імператора Карла IV та його сина Вацлава на вівтарному образі, замовленому архієпископом Яном Очко (бл. 1371—1375, Прага, Національна галерея, приписується Майстру Теодоріху). Імовірно, це рішення портретної композиції виникло завдяки скульптурі.

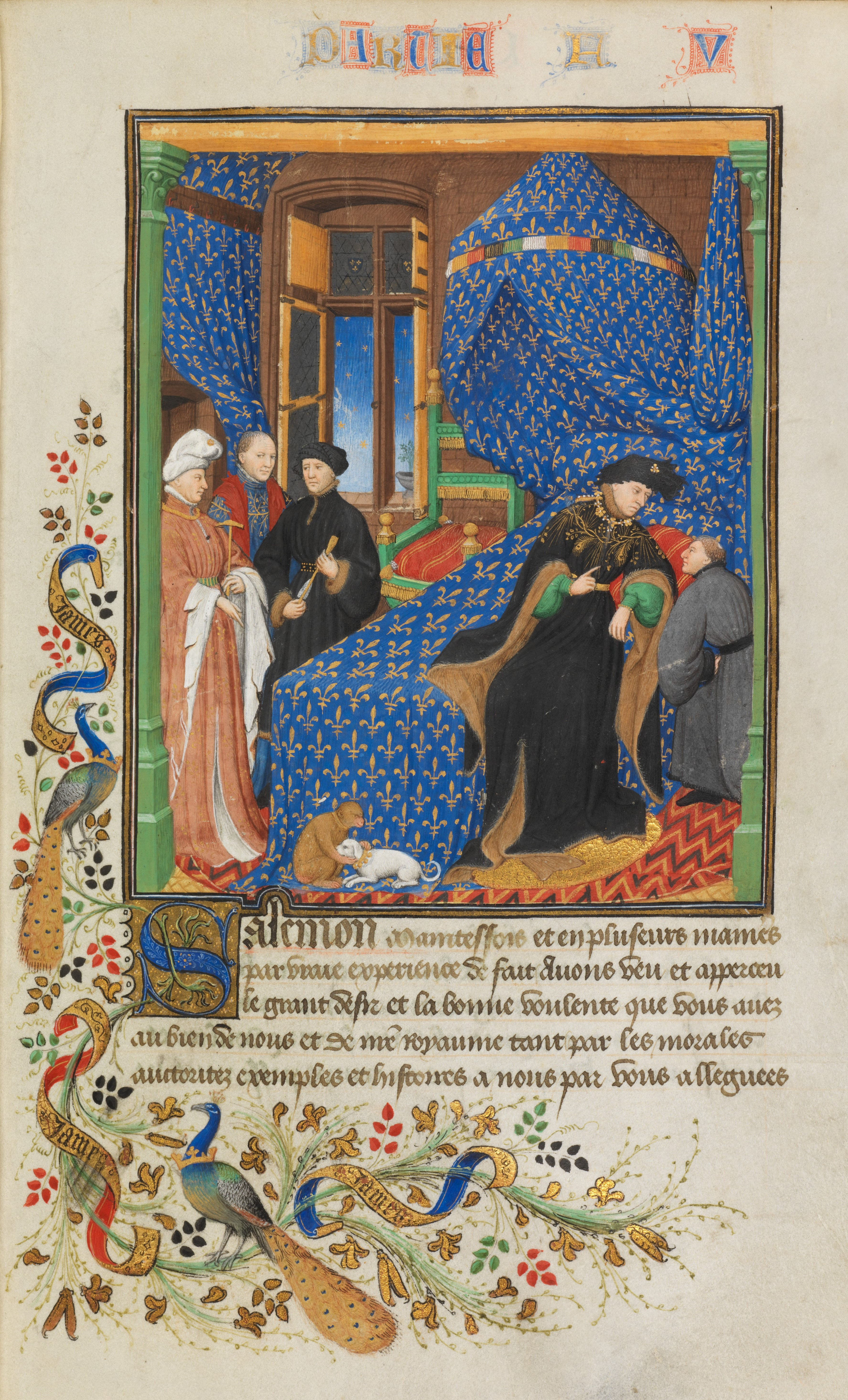
Майстер Бусіко. Карл VI, що бесідує з канцлером П'єром Сальмоном в присутності принців. 1412. «Діалоги П'єра Сальмона», Женева, Публічна й університетська бібліотека

В портреті ерцгерцога Рудольфа IV майстер намагався відтворити на площині тривимірний простір з наївною безпосередністю, не знаючи правил перспективного скорочення. Побудова носа й очей приблизно відповідає повороту голови, рот передано прямо, а корону накладено аплікацією. Портрет складає враження збільшеної мініатюри.
Цей новий тип зображення потенційно володіє більш широкими можливостями у передачі індивідуальності. Але на ранньому етапі він лишається примітивним, поступаючись у цілісності традиційному профільному портрету. Обидва варіанти будуть існувати на рівних правах в живопису та мініатюрі до 1-ї чверті XV ст., перервавшись лише з перемогою реалістичних принципів ars nova.
Портрет швидко виокремлюється у самостійний жанр в умовах придворної культури. Він отримує важливу роль у приватному та державному житті. Портрети збирають, відправляють з посольствами до дружніх дворів, вони слугують документами під час укладання шлюбних контрактів. Окрім портретів Іоанна Доброго та Рудольфа, всі решта творів, згаданих у джерелах, не збереглись. Їх утрата компенсується портретами у релігійних образах (наприклад, «Уолтонський диптих» з портретом короля Ричарда II, бл. 1395, Лондон, Національна галерея) та мініатюрах.

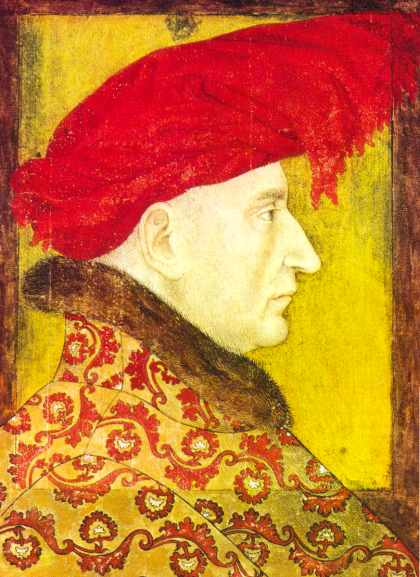
Портрет Людовіка II Анжуйського (невідомий художник, бл. 1412—1415, Париж, Національна бібліотека)
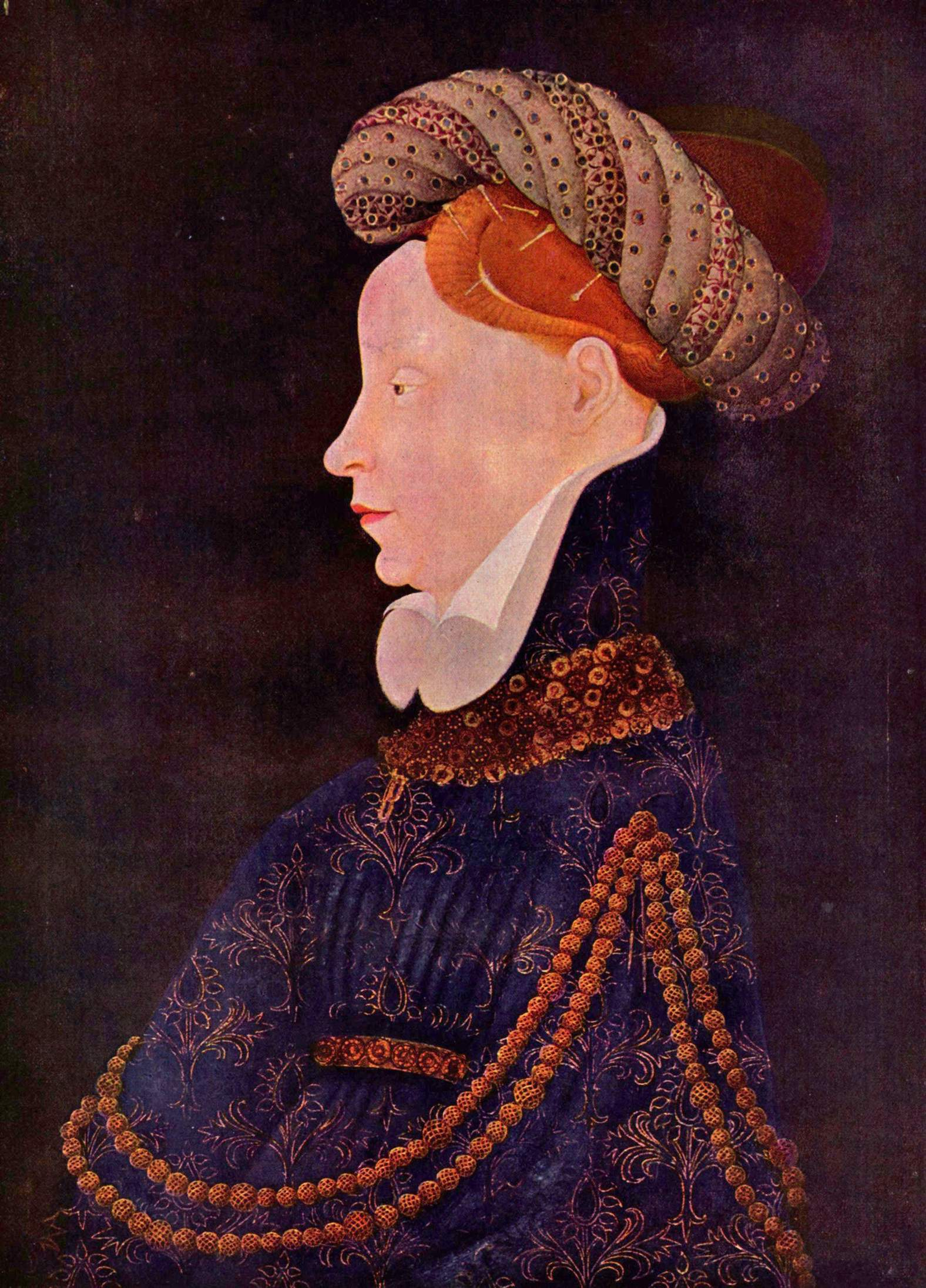
Невідомий художник франко-бургундського кола. Жіночий портрет, бл. 1410—1420. Вашингтон, Національна галерея
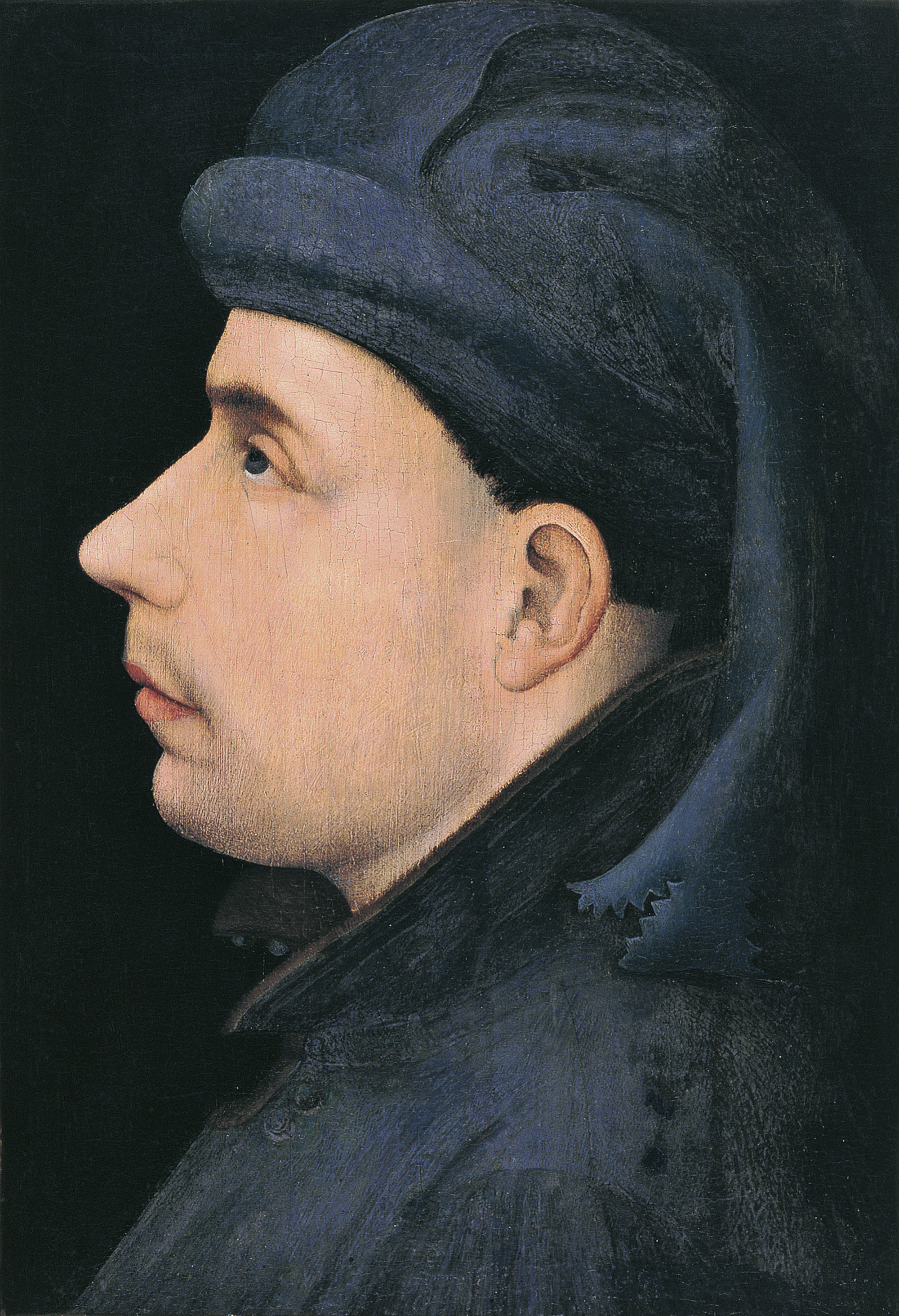
Невідомий художник. Посмертний портрет Венцеслава Люксембурзького, 1405—1415
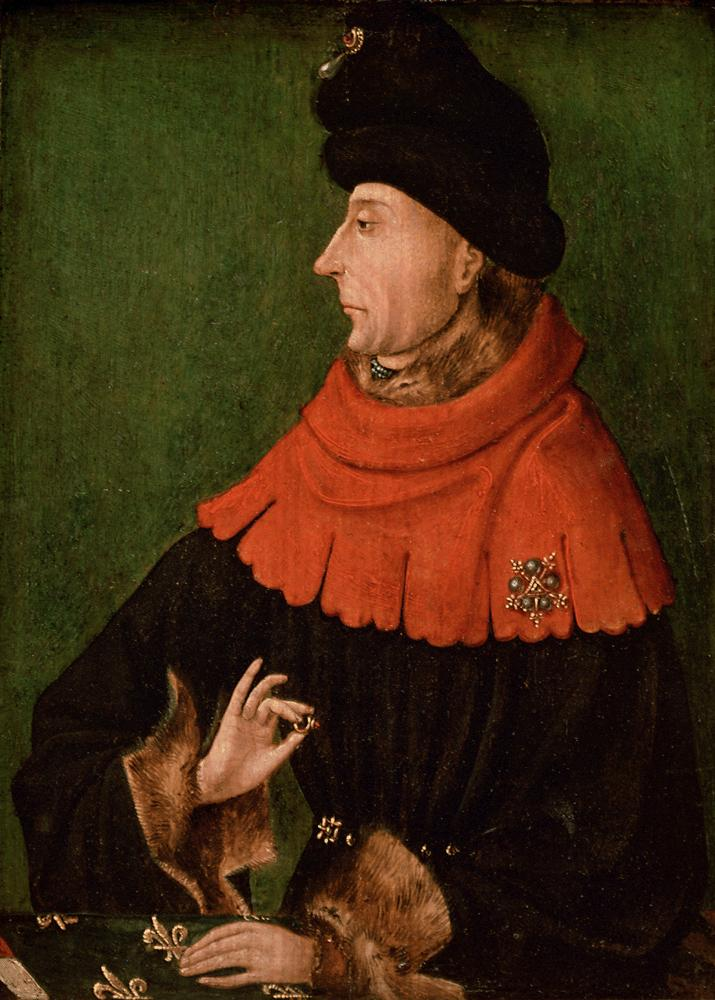
Невідомий художник XVI століття. Копія з портрета герцога Іоанна Безстрашного роботи Жана Малуеля чи одного з братів Лімбургів (1405—1419). Лувр

### Портрет у фалеристиці
Зображення правителів на монетах, відомі в античності, у Середньовіччя також відсутні. Народження монетного зображення у Західній Європі пов'язують з монетою, яку було викарбувано Сіджизмондо Малатеста для міста Брешіа близько 1420 року. Це було початком відходу від середньовічної традиції відтворення при карбуванні символічного образу володаря і, як наслідок, переходу до зображення конкретного обличчя.

## Підсумки

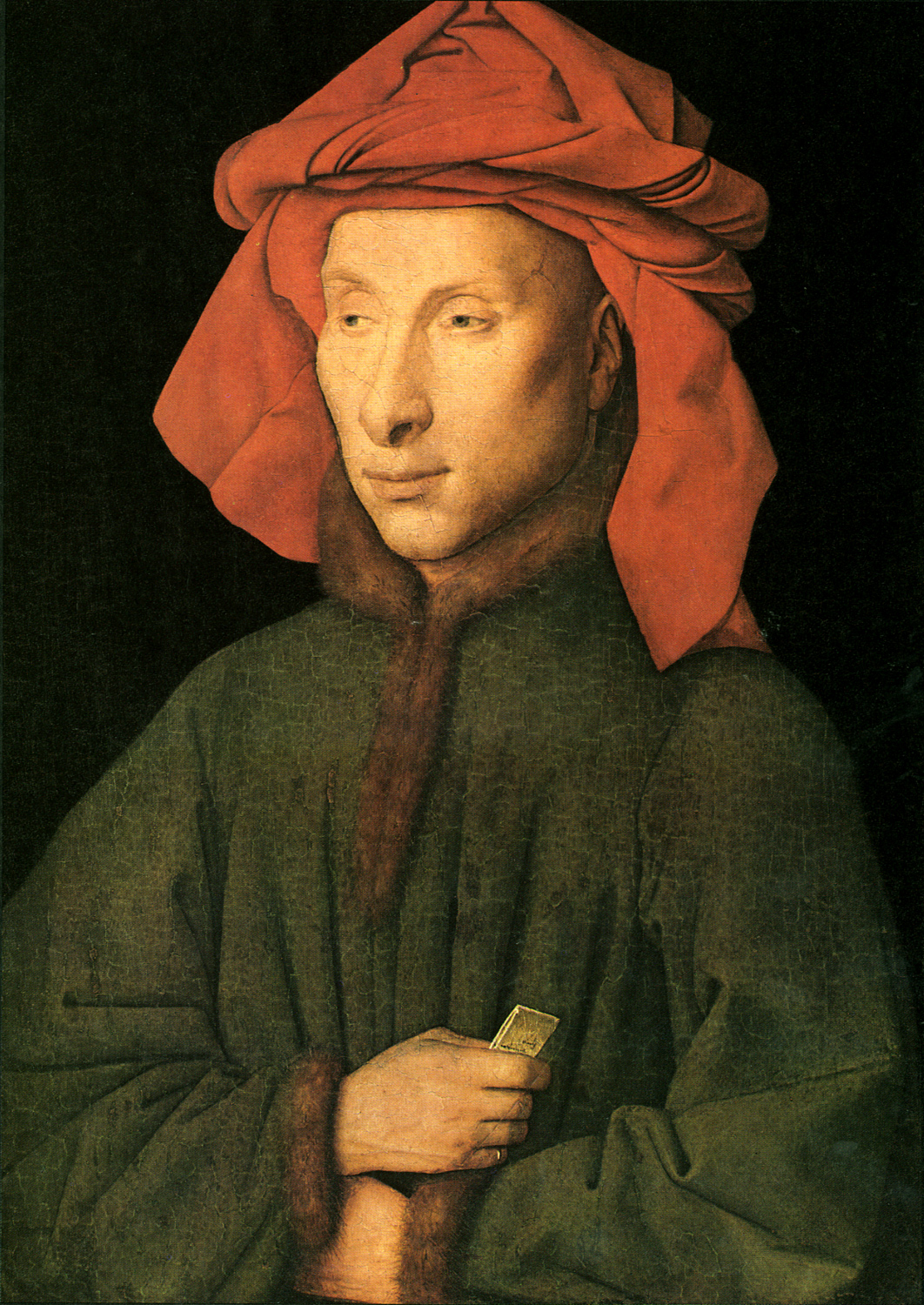
Ян ван Айк. Портрет Джованні Арнольфіні

І в Італії, й на Півночі між портретом XIV та XV століть існують глибокі типологічні відмінності: перший розвивається в рамках середньовічної ідеології, зберігається умовність типових стильових принципів, хоча вже втрачено символічну імперсональність.